# Escudo de San José (Misiones)
El Escudo de San José es el escudo oficial que utilizan las diferentes áreas y dependencias de la municipalidad de San José, localidad del Departamento Apóstoles en la provincia argentina de Misiones.
Junto con su bandera, tiene la categoría de símbolo municipal.

## Descripción
Iconográficamente, el Escudo de San José posee una simetría radial. En el campo central se visualiza una hoja de Yerba Mate, cultivo característico de toda la región. Esta se halla acompañada de tres elementos: a la izquierda, restos de una construcción jesuita, en memoria de su origen; a la derecha, una hoja de sierra, símbolo del trabajo y de la industria maderera del lugar; y finalmente, en la parte superior, es posible advertir la imagen de San José, patrono que da nombre al pueblo, quien lleva en sus brazos al Niño Jesús.
Detrás de estos elementos surge el cruce de Ruta Nacional 14, Ruta Provincial 1 y Ruta Nacional 105, cuyos extremos se convierten, en el campo inferior izquierdo, en una caudalosa cascada pintada de blanco y celeste, en claro homenaje a la Enseña Patria, y, en el campo inferior derecho, en una tabla de madera procesada.
En la parte posterior se pueden observar serranías y la tierra colorada, símbolos inevitables de la geografía lugareña. Se añade un campo cultivado y, detrás de las sierras, un sol naciente ilumina todos los elementos descriptos, en alegoría de la energía vital de la humanidad.

## Diseñador
El diseño fue escogido por medio de un concurso de dibujo realizado entre las escuelas del municipio. Su autor es Rodrigo Damián Insaurralde. 